# Himerta eruga
Himerta eruga là một loài tò vò trong họ Ichneumonidae.